# مركز أبو عجرم
مركز أبو عجرم هو أحد المراكز التابعة لمحافظة دومة الجندل في منطقة الجوف في المملكة العربية السعودية.

## الموقع
يقع مركز أبو عجرم في وسط منطقة الجوف على تقاطع ثلاثة طرق إقليمية هي طريق الشام وطريق العراق وطريق الحجاز، ما أكسبه ميزة وأهمية وموقعاً استراتيجياً في المنطقة.
يقع أبو عجرم بين الدرجة 47- 18-18 - 39 ْ شرقاً، والدرجة 68 -20-53-29 ْ شمالاً.

## سبب التسمية
سمي مركز أبو عجرم بهذا الاسم نسبة لشجرة العجرم التي كانت تكثر في المنطقة وحولها، وهي شجرة من أفضل أنواع أشجار الحموض للإبل. ويقع أبو عجرم في مصب عدة أودية وشعاب من أشهرها شعيب قريميز وشعيب القويسمة وشعيب حزيم الريم فتجتمع هذه الشعاب وغيرها في قيعان كانت تكثر بها أشجار العجرم، وكانت تسمى هذه القيعان باسم أبو عجرم قبل أن ينزل وكانت القيعان إذا امتلأت تكفيهم صيفهم كله.
ومن أشهر المواضع القريبة إلى أبو عجرم جبال القصاص وهي سلسلة من جبال الأضارع الشهيرة حيث تمتد إلى الشمال الغربي منه، وكذلك رمال عريق الدسم الواقعة جنوبه.

## تاريخ المنطقة
وكان أول من نزل بهذا الموقع الشيخ سويلم بن مطلق الدويرج رحمه الله شيخ عشيرة الفليحان والسليم من الشرارات، حيث اختارها مقراً للهجرة والتحضّر. وكان ذلك في أواخر سنة 1400هـ من الهجرة؛ فكان حدسه عن أبو عجرم في محله من حيث أهميته كموطن قابل للنمو والتطور والازدهار.